# Klusznykiwka
Klusznykiwka (ukr. Клюшниківка) – wieś na Ukrainie, w obwodzie połtawskim, w rejonie mirhorodzkim, w hromadzie Komysznia. W 2001 liczyła 523 mieszkańców.